# 杉山マルコス
杉山 マルコス（すぎやま マルコス、1973年11月16日 - ）は、日本の元男子バレーボール選手。
ブラジル名はマルコス・アルメイダ・エステベス（Marcos Almeida Esteves）。

## 来歴
ブラジル・サンパウロ出身。父はブラジル人の元サッカー選手で、ヤンマーにて釜本邦茂のチームメイトだったカルロス・エステベス。母は日本人。
8歳でバレーを始め、12歳でブラジル国内のプロチームに所属。2000年からイタリア・セリエA2のトンノ・カッリポでプレーしていた時に、当時の全日本男子監督田中幹保の目に留まり、2002年に来日し堺ブレイザーズに入団した。
2003年9月、日本国籍を取得。全日本代表入りに際し2年以上日本の居住歴がないことが障壁となったが、日本バレーボール協会の働きかけにより、ブラジル代表歴がないことなどを理由に国際バレーボール連盟から特例で許可され、2004年2月に代表初選出。3大会ぶりのオリンピック出場をかけた日本の新戦力、秘密兵器として、4月に行われた親善試合の日米対抗で全日本デビュー、アテネオリンピック世界最終予選初戦の5月22日アルジェリア戦で公式戦デビューを飾った。
2005年にはワールドリーグに出場。アジア選手権では10年ぶりの優勝に貢献し、MVPを獲得した。
2006年9月、サントリーサンバーズに移籍。2008/09プレミアリーグにて4年ぶり2回目のサーブレシーブ賞を受賞した。
2012年8月、豊田合成トレフェルサのトライアウトに合格し、日本バレー界に復帰した。
2023年からは、バレーボールホンジュラス女子代表の監督を務めている。

## 球歴
- 全日本代表 - 2004-2005年
  - ワールドリーグ - 2005年

## 受賞歴
- 2004年 - 第10回Vリーグ ベスト6
- 2005年 - アジア選手権 MVP
- 2005年 - 第11回Vリーグ サーブレシーブ賞
- 2009年 - 2008/09Vプレミアリーグ サーブレシーブ賞

## 所属チーム
- トンノ・カッリポ（2000年）
- 堺ブレイザーズ（2002-2006年）
- サントリーサンバーズ（2006-2009年）
- ヴィボ・ヴァレンツィア
- ショッピングABC
- ルポ・ナウ・アララクアラ
- 豊田合成トレフェルサ（2012-2014年）